# Єгоров Микола Дмитрович
Микола Дмитрович Єгоров (рос. Николай Дмитриевич Егоров; нар. 3 травня 1951 — пом. 25 квітня 1997) — російський політик.

## Біографія
Закінчив Ставропольський сільськогосподарський інститут, ВПШ при ЦК КПРС.
1992–1994 рр., 1996–1997 рр. — губернатор Краснодарського краю.
1994–1995 рр. — міністр РФ у справах національностей та регіональної політики, заступник Голови Уряду.
1995–1996 рр. — помічник Президента РФ.
1996 р. — керівник Адміністрації Президента Росії.
Обирався депутатом Ради Федерації.